# Okręg wyborczy Hotham
Okręg wyborczy Hotham (ang. Division of Hotham) – jednomandatowy okręg wyborczy do Izby Reprezentantów Australii, położony w południowo-wschodniej części Melbourne. Pierwsze wybory odbyły się w nim w 1969 roku, zaś patronem okręgu jest gubernator Wiktorii z czasów kolonialnych Charles Hotham. 

## Lista posłów
| okres urzędowania | poseł          | przynależność                                                                            |
| ----------------- | -------------- | ---------------------------------------------------------------------------------------- |
| 1969-1977         | Don Chipp      | Liberalna Partia Australii (1969-1977) niezrzeszony (1977) Australijscy Demokraci (1977) |
| 1977-1980         | Roger Johnston | Liberalna Partia Australii                                                               |
| 1980-1990         | Lewis Kent     | Australijska Partia Pracy                                                                |
| 1990-2013         | Simon Crean    | Australijska Partia Pracy                                                                |
| od 2013           | Clare O’Neil   | Australijska Partia Pracy                                                                |

źródło: 